# Brevet des métiers d'art
Le brevet des métiers d'art (BMA)  est un diplôme national français d'études secondaires et d'enseignement professionnel qui a pour but de promouvoir l'innovation, de conserver et transmettre les techniques traditionnelles. Il est de niveau 4, enregistré au Répertoire national des certifications professionnelles (RNCP).

## Définition
Les métiers d'arts sont ceux qui correspondent « à une activité de production, de création, de transformation ou de reconstitution, de réparation et de restauration du patrimoine, caractérisée par la maîtrise de gestes et de techniques en vue du travail de la matière et nécessitant un apport artistique ». La liste des métiers d'art est fixée par arrêté conjoint des ministres chargés de l'artisanat et de la culture. Une section spécifique aux métiers d'art existe au sein du répertoire des métiers.
L'Institut National des Métiers d'Art (INMA) recense et décrit les différentes formations aux métiers d'art.
Le brevet des métiers d'art  est préparé  soit par la voie scolaire sur un cycle de deux ans dans les lycées ou dans les établissements d'enseignement technique privés,  soit par la voie de l'apprentissage dans les centres de formation d'apprentis publics ou privés ou dans les sections d'apprentissage,  soit par la voie de la formation professionnelle continue destinée à des adultes déjà engagés dans la vie professionnelle,  soit enfin par  la voie de l'enseignement à distance.
Pour être admis en formation les candidats doivent être titulaires au minimum  d'un CAP (ou équivalent) du même secteur professionnel. 
Le brevet des métiers d'art peut être obtenu soit par l'examen, soit par la validation des acquis de l'expérience (VAE).
Le BMA permet de s'insérer directement dans la vie professionnelle ou/et de poursuivre la formation par la préparation à  un diplôme des métiers d'art (DNMADE) de niveau 6 et ensuite à un diplôme supérieur d'arts appliqués (DSAA) de niveau 7.
| Niv 4 Bac +0 17 |                                   | Baccalauréat général Arts, SES, SVT, HGGSP, Humanités, LCA, LLCE, Maths, PC, NSI, SVT, SITerminale générale |                                   | Baccalauréat technologique STAV, ST2S, STD2A, STMG, S2TMD, STI2D, STHR, STLTerminale technologique |                     | Baccalauréat professionnel Alimentaire, Vente, Beauté, Bâtiment, Santé, Design, Véhicules, NumériqueTerminale professionnelle | BMA                                   | BP                                    | CS5 CS4 CS3                           | BM                                    | BTM |
| Niv 3 16        | Première générale                 | Première technologique                                                                                      | Première professionnelle          | CAP 2e année                                                                                       | CAP 2e année        | CAP 2e année | CAP 2e année                          | CAP 2e année                          |                                       |                                       |     |
| 15              | Seconde générale et technologique | Seconde générale et technologique                                                                           | Seconde générale et technologique | Seconde professionnelle                                                                            | CAP 1re année       | CAP 1re année | CAP 1re année                         | CAP 1re année                         | CAP 1re année                         |                                       |     |
| RNCP Âge        | Lycée général                     | | Lycée technologique               | | Lycée professionnel | Centre de formation d'apprentis (CFA)                                                                                         | Centre de formation d'apprentis (CFA) | Centre de formation d'apprentis (CFA) | Centre de formation d'apprentis (CFA) | Centre de formation d'apprentis (CFA) |     |

## Liste des spécialités
En 2019 les brevets des métiers d'art existants sont :
Armurerie. Spécialité créée par arrêté du 20 août 1992. La formation est ouverte aux élèves titulaires de l'un des diplômes de niveau V relevant des secteurs de la mécanique et du bois ou du certificat d'aptitude professionnelle Gravure d'ornementation.
Arts graphiques. Spécialité créée par arrêté du 19 avril 2019. Elle comprend deux options : signalétique et décor peint. Elle est ouverte aux  titulaires de la spécialité « signalétique et décors graphiques » du certificat d'aptitude professionnelle. 
Bijou. Spécialité créée par arrêté du 18 février 2010. Elle comporte trois options : bijouterie joaillerie, bijouterie sertissage, bijouterie polissage finition. La formation est ouverte aux titulaires du certificat d'aptitude professionnelle « art et techniques de la bijouterie joaillerie ».
Céramique. Spécialité créée par arrêté du 28 juillet 1994. Elle est ouverte aux titulaires des CAP tournage en céramique ; décoration en céramique ; arts du verre ; fabrication industrielle des céramiques; modèles et moules céramiques, ainsi qu'aux titulaires des BEP Mise en oeuvre des matériaux, option Céramique et Outillages et du BT dessinateur en arts appliqués.
Broderie. Spécialité créée par arrêté du 13 juillet 1994. L'accès à la formation est ouvert aux élèves titulaires du CAP arts de la broderie. Mais peuvent également être admis les titulaires de CAP des secteurs relevant des arts appliqués ; des BEP vêtement sur mesure et accessoire ; matériaux souples ; mise en œuvre des matériaux, option matériaux textiles ; électrotechnique ; tout diplôme de niveau IV et au-delà.
Dentelle. Spécialité créée par arrêté du 20 mars 2007. 2 options sont offertes : fuseaux et aiguille. La formation est ouverte aux titulaires du certificat d'aptitude professionnelle arts de la dentelle.
Ébéniste.  Spécialité créée par arrêté du 6 octobre 1986, arrêté abrogé et remplacé par celui du 3 février 2014. Formation ouverte  aux titulaires des spécialités de certificat d'aptitude professionnelle ébéniste et menuisier fabricant de menuiserie, mobilier et agencement.
Ferronnier d'art arrêté du 12 mars 2014. La formation est ouvert aux titulaires des spécialités de certificat d'aptitude professionnelle ferronnier ; serrurier métallier ; bronzier, option monteur en bronze ; et aux titulaires du brevet d'études professionnelles réalisation d'ouvrages de métallerie du bâtiment.
Gravure sur pierre. Spécialité créée par arrêté du 6 novembre 2013. La formation est ouverte aux titulaires des spécialités de certificat d'aptitude professionnelle : graveur sur pierre ; tailleur de pierre marbrier du bâtiment et de la décoration ; tailleur de pierre ; marbrier du bâtiment et de la décoration ; ébéniste ; signalétique, enseigne et décors ; sérigraphie industrielle ;
métiers de la gravure à quatre options, et aux titulaires de la mention complémentaire « graveur sur pierre ».
Horlogerie. Spécialité créée par arrêté du 21 avril 2008. L'accès à la formation est ouvert aux titulaires du certificat d'aptitude professionnelle horlogerie.
Orfèvrerie. Spécialité créée par arrêté du 26 juillet 2013. Ce brevet a deux options :deux options : monture-tournure et gravures-ciselure. La formation est ouverte   aux titulaires des spécialités de certificat d'aptitude professionnelle orfèvre à quatre options ; bronzier à trois options ; métiers de la gravure à quatre options ; arts et techniques de la bijouterie-joaillerie à trois options ; horlogerie.
Reliure et dorure. Spécialité créée par arrêté du 19 avril 2019. Elle est ouverte aux  titulaires des spécialités arts de la reliure et maroquinerie.
Souffleur de verre. Spécialité créée par arrêté du 5 avril 2011. La formation est ouverte aux titulaires des certificats d'aptitude professionnelle arts du verre et du cristal et arts et techniques du verre, option verrier à la main.
Tapis et  tapisserie de lisse. Spécialité créée par arrêté du 5 août 1993. Ce brevet comporte six options : tapisserie de basse lisse ; tapisserie de haute lisse ; tapis de savonnerie ; rentraiture de tapis ; rentraiture de tapisserie ; atelier expérimental. L'accès a la formation est ouverte aux élèves titulaires d'un CAP arts du tapis et de la tapisserie de lisse ou rentraiture, option A : Tapis ; option B : Tapisserie ; d'une Capacité aux arts et techniques de la tapisserie (C.A.T.T.)  et d'autres formations techniques sur présentation de travaux personnels et après entretien.
Verrier décorateur. Spécialité créée par arrêté du 5 avril 2011. La formation est ouverte aux titulaires des certificats d'aptitude professionnelle : art du verre et du cristal ; arts et techniques du verre, option vitrailliste ; arts et techniques du verre, option décorateur sur verre ; arts et techniques du verre, option tailleur graveur ; décoration en céramique ; fabrication industrielle des céramiques ; modèles et moules céramique ; tournage en céramique ; constructeur d'ouvrages du bâtiment en aluminium verre et matériaux de synthèse ; du brevet professionnel construction d'ouvrages du bâtiment en aluminium verre et matériaux de synthèse ; du baccalauréat professionnel ouvrages du bâtiment, aluminium, verre et matériaux de synthèse.
Volumes : staff et matériaux associés. Spécialité créée par arrêté du 19 mars 1993. La formation est ouverte aux élèves titulaires du CAP Staffeur ornemaniste. 
Technicien en facture instrumentale. Spécialité créée par arrêté du 8 juillet 2003. Le brevet à quatre options : accordéon, guitare, instruments à vent, piano. La formation est ouverte principalement aux titulaires d'un CAP assistant technique en instruments de musique ; accordeur de piano ; facteur d'orgues ; tuyautier en orgues ; lutherie.